# Stanislav Baudyš
Stanislav Baudyš (6. května 1906 Hořice – 9. června 1972 Hradec Králové) byl český a československý poúnorový pracovník státního bezpečnostního aparátu, politik Komunistické strany Československa a poslanec Národního shromáždění ČSR.

## Biografie
Pocházel z rodiny Václava a Kateřiny Baudyšových. Vyučil se zámečníkem. Matka byla textilní dělnicí, otce nepoznal.
Za druhé světové války byl aktivní v odboji a v letech 1939-1945 vězněn v koncentračním táboře Sachsenhausen. Poprvé byl zatčen v únoru 1939, podruhé pak 16. března 1939. Byl držen ve věznici v Drážďanech a pak v koncentračních táborech Ravensbrück a Sachsenhausen.
Jeho politická kariéra vyvrcholila po osvobození. V Hořicích zastával od června 1945 do konce roku 1948 funkci předsedy ONV a zároveň byl funkcionářem krajského výboru KSČ. V roce 1949 byl předsedou KNV a v lednu 1949 byl kooptován do předsednictva KV KSČ. Funkci ale aktivně nevykonával, protože studoval na Ústřední politické škole. Z funkce v předsednictvu odešel 3. února 1951. V letech 1951 až 1953 byl náměstkem ministra národní bezpečnosti.
IX. sjezd KSČ roku 1949 ho zvolil za náhradníka Ústředního výboru Komunistické strany Československa. Po volbách roku 1948 byl zvolen do Národního shromáždění za KSČ ve volebním kraji Hradec Králové. Mandát nabyl až dodatečně v červenci 1951 jako náhradník poté, co zemřel poslanec Viktor Linhart. Zasedal zde do konce funkčního období, tedy do voleb do Národního shromáždění roku 1954.
V roce 1953 mu byl propůjčen Řád práce, avšak 29. března 1963 bylo vyznamenání rozhodnutím prezidenta republiky odňato.